# Дейнеко Сергій Васильович
Сергі́й Васи́льович Дейне́ко (нар. 5 квітня 1975, м. Біробіджан, Єврейська автономна область, РРФСР) — генерал-лейтенант, Голова Державної прикордонної служби України, учасник російсько-української війни.

## Життєпис
Народився 5 квітня 1975 року у м. Біробіджан (Єврейська автономна область).
Закінчив Академію Прикордонних військ України імені Богдана Хмельницького (1996), Об'єднаний інститут воєнної розвідки при Національній академії оборони України (2001), Ужгородський національний університет (2009).
Вересень 1996 — липень 2011 — служба в оперативно-розшукових підрозділах органів охорони державного кордону Державної прикордонної служби України.
Липень 2011 — серпень 2014 — начальник Луганського прикордонного загону.
Серпень — вересень 2014 — заступник начальника Східного регіонального управління.
Вересень — листопад 2014 — заступник начальника Південного регіонального управління.
З листопада 2014 — заступник директора Департаменту оперативної діяльності Адміністрації ДПСУ.
Указом Президента України від 13 червня 2019 року призначений головою Державної прикордонної служби.

## Отримання звання
- 30 квітня 2020-го отримав звання генерал-майора[5].
- 30 квітня 2024 року присвоєно військове звання генерал-лейтенанта.[6]

## Сім'я
Одружений, має двох дітей: сина Ігоря й дочку Вікторію..

## Нагороди
- Орден Богдана Хмельницького II ступеня (20 червня 2014) — за особисту мужність і героїзм, виявлені у захисті державного суверенітету та територіальної цілісності України, вірність військовій присязі та незламність духу.[7]
- Орден Богдана Хмельницького III ступеня (24 серпня 2013) — за вагомий особистий внесок у захист державного суверенітету, забезпечення конституційних прав і свобод громадян, зміцнення економічної безпеки держави, високопрофесійне виконання службового обов'язку та з нагоди 22-ї річниці незалежності України.[8]
- Медаль «За військову службу Україні» (25 травня 2010) — за вагомий особистий внесок у справу охорони державного кордону України, забезпечення захисту її державного суверенітету і територіальної цілісності та з нагоди Дня прикордонника.[9]